# Kirche Fördergersdorf

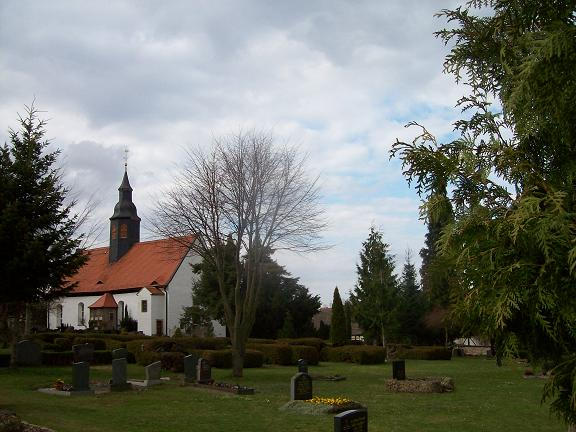
Friedhof und Kirche von Südosten

Die Kirche Fördergersdorf am Tharandter Wald ist auch die Pfarrkirche für die umliegenden Orte Kurort Hartha, Pohrsdorf (seit 1959) und Spechtshausen. Sie liegt im gleichnamigen Ortsteil der Stadt Tharandt im Landkreis Sächsische Schweiz-Osterzgebirge in Sachsen. Das Landesamt für Denkmalpflege Sachsen verzeichnet dieses Gebäude, einschließlich Pfarrhof und Friedhof, als Kulturdenkmal.

## Ursprung

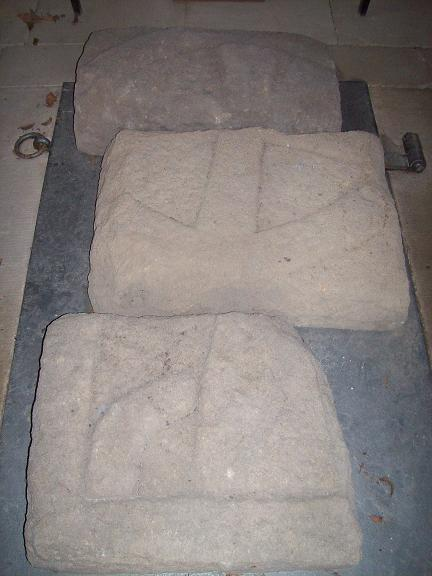
Teile eines romanischen Grabsteines in der alten Toten- bzw. Aussegnungshalle die mit Boriwo de Tarant in Verbindung gebracht werden

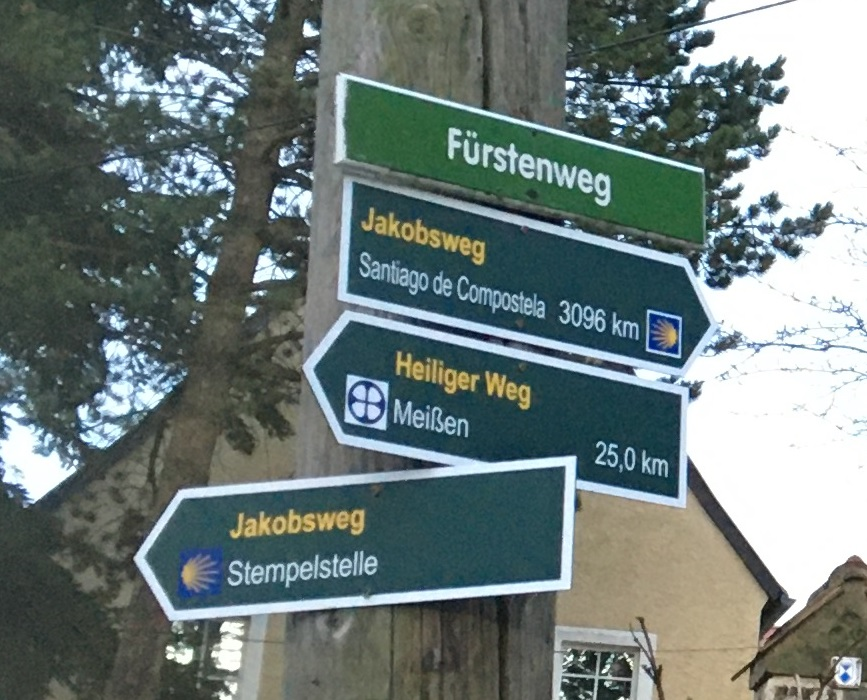
Beschilderung der Pilgerwege Sächsischer Jakobsweg und Heiliger Weg mit Stempelstelle in Fördergersdorf

Die Ursprünge der Dorfkirche in Fördergersdorf reichen bis in die Zeit der Ortsgründung zurück. Der Sage nach soll dort nach der Jahrtausendwende eine Wallfahrtskapelle an einem Pilgerweg (Weg der Jakobspilger bzw. Heiliger Weg) gestanden haben. Wahrscheinlicher ist jedoch, dass die Kirche fast in den heutigen Ausmaßen als romanische Saalkirche mit dem Waldhufendorf um 1205 entstand.
Die Pfarrgasse ist heute noch mit dem tief eingeschnittenen Hohlweg ein Zeugnis der alten Pilger- und Handelswege. Der Weg war ab dem 16. Jahrhundert der Fürsten- oder Herrenweg nach Grillenburg, wo sich spätestens ab Mitte des 13. Jahrhunderts eine Jagdpfalz bzw. ein Pilgerhospiz mit Schänke und Fuhrmannsstation befand. Nach neuesten Erkenntnissen dürfte die Kirche des Dorfes Fördergersdorf auch Begräbnisstätte des Tharandter Burgverwalters Boriwo de Tarant gewesen sein, der aus der Burgmannschaft von Döbeln stammen soll. Die ursprünglich markmeißnische Grenzburg Tharandt wird im Jahr 1216 erstmals urkundlich erwähnt und der älteste Verbindungsweg von Tharandt nach Meißen und zur Burg Pohrsdorf führte über Fördergersdorf. Tharandt (damals Granaten) war noch bis 1555 in Fördergersdorf eingepfarrt. Erstmals urkundlich erwähnt wird die Fördergersdorfer Kirche 1346 im Meißner Bistumsmatrikel. Die Kirchgemeinde Fördergersdorf, zu der neben Tharandt bis 1555 zunächst, neben dem späteren Ortsteil Zeitler, nur Hintergersdorf und, laut einer nicht mehr nachweisbaren kirchlichen Urkunde von 1307, Warnsdorf im Tharandter Wald gehörten, wurde 1539 evangelisch-lutherisch reformiert. Nach 1540 kamen die Zeidlergemeinde Hartha und ab 1568 Spechtshausen hinzu. Im Jahr 1581 wird auch vom Bau eines neuen Pfarrhauses berichtet und der Pfarrer hatte das Braurecht, durfte jedoch selbst nichts ausschenken. Auch das erste Schulhaus entsteht in dieser Zeit für das Kirchspiel Fördergersdorf.
Weitere Hinweise zur Geschichte des ersten Kirchenbaues erbrachte die Rekonstruktion der Kirche 1995/96. Dabei stellte sich heraus, dass in der jetzigen Dorfkirche noch bedeutende Teile der romanischen Saalkirche aus dem 13. Jh. vorhanden sind. Dazu gehören das Eingangsportal in der Vorhalle, zwei Fenstergewände und Teile der Nordwand, der Ostgiebel und Teile der Südwand.
Des Weiteren wurden schon 1868 Wandbilder (Noah- und Moses-Zyklus) in Wandmalerei- und Freskotechnik aus der Zeit um 1400 im Innenraum gefunden, die sich über alle romanischen Bauteile erstrecken. An der romanischen Putzschicht der Nordaußenwand, heute durch das Sakristeivordach geschützt, wurde 1995 der Rest eines Außenwandbildes auf dem Originalputz entdeckt, was aus der Entstehungszeit der Kirche um 1200 stammt und einmalig in Sachsen ist. Im Pfarrhof fanden sich als Gehwegbefestigung genutzte Bruchstücke einer romanischen Grabplatte, die jetzt in der alten Aussegnungshalle lagern und mit Boriwo de Tarant in Verbindung gebracht werden sowie Ähnlichkeit mit wohl jüngeren Grabplatten in den Kirchen von Höckendorf, Ottendorf bei Pirna, Struppen (jetzt Stadtmuseum Pirna), Neschwitz und Rochlitz hat.

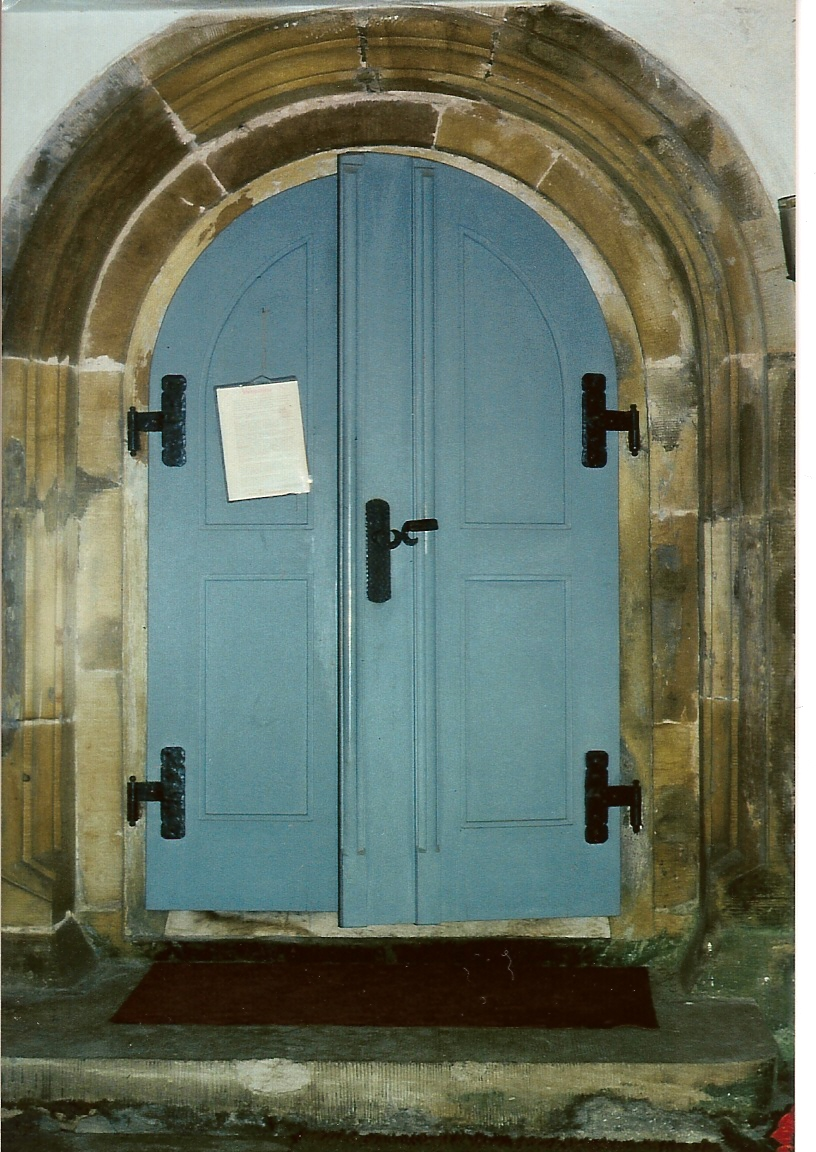
Romanisches Portal aus Grillenburger Sandstein in der Eingangshalle
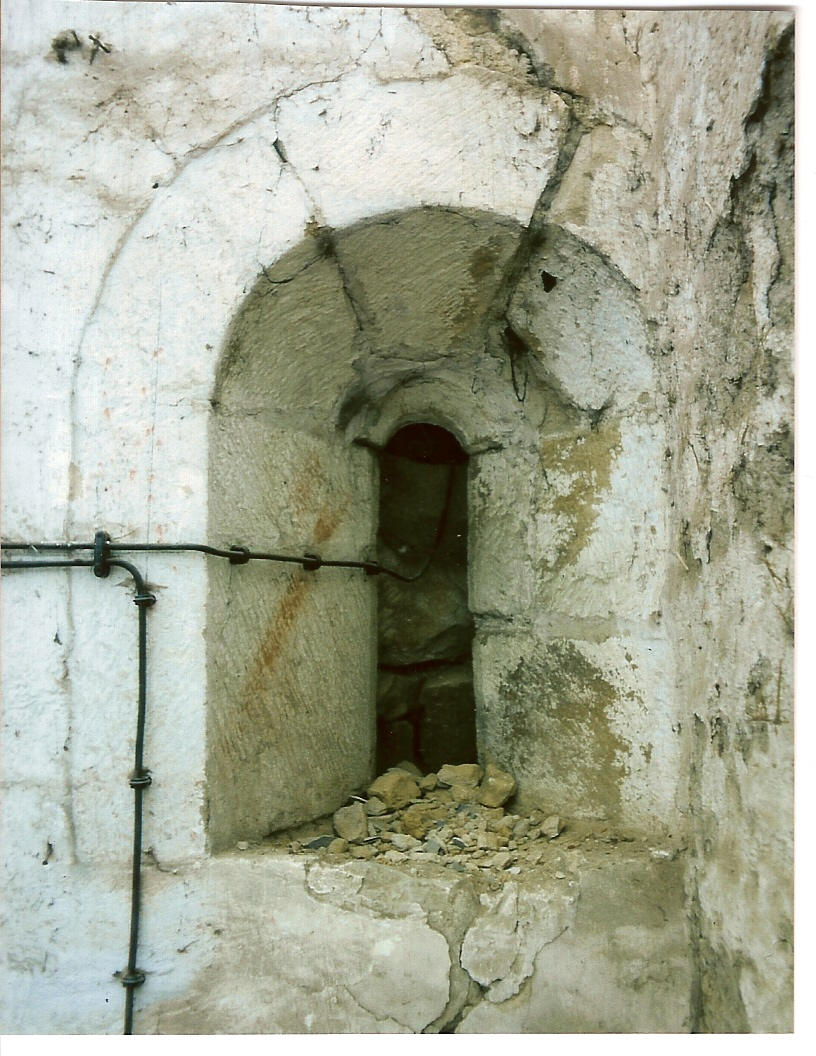
Romanisches Fenster im Dachraum über der Eingangshalle
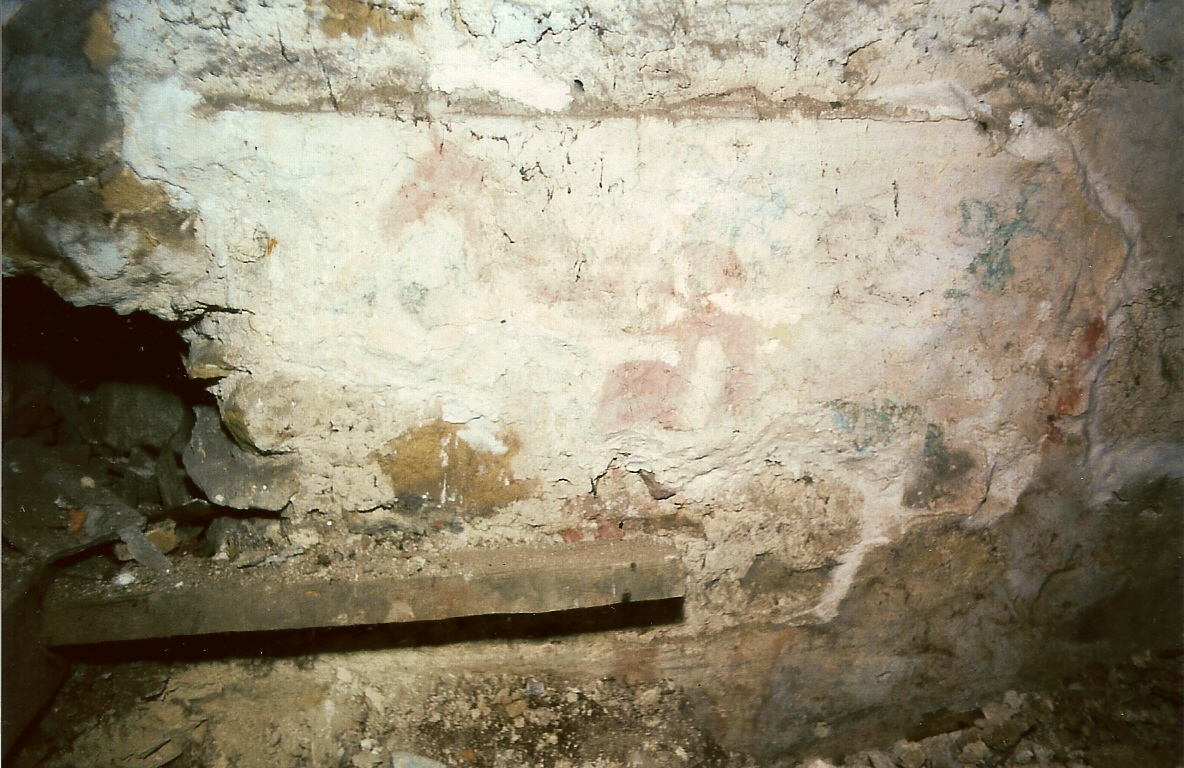
Reste eines mittelalterlichen Wandbildes an der ehem. Außenwand im Dachraum über der Sakristei

## Baugeschichte

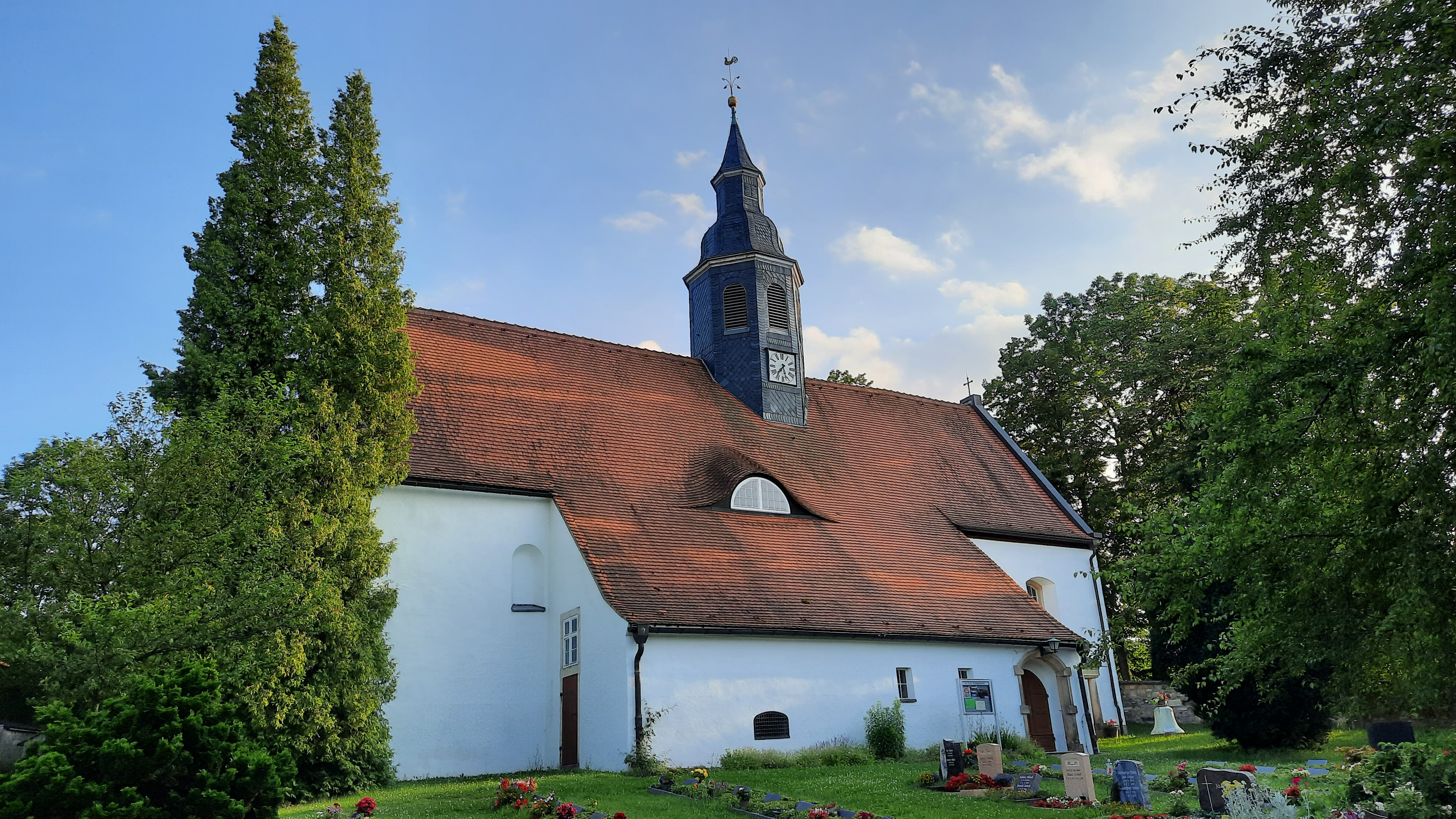
Nordostansicht mit Sakristei, Eingangshalle und Gebeinkeller

Die schlichte romanische Saalkirche mit ihrem rechteckigen Grundriss und ihrem romanischen Eingangsportal an der Nordfassade, wurde wahrscheinlich 1429/30 in den Hussitenkriegen bzw. 1447/50 in den nachfolgenden Sächsischen Bruderkriegen geplündert und teilweise (Westfassade) zerstört. Da die Gemeinde kein Geld für einen Neubau aufbringen konnte, wurde zunächst 1480 eine kleine Interimskapelle in Form einer Doppelkapelle an die Nordwand der zerstörten Kirche angebaut.
Sie besteht aus zwei übereinander liegenden Tonnengewölben, wobei das untere als Gebeinkeller und das obere dem Gottesdienst diente.
Das aus romanischen Bauteilen zusammengesetzte spätgotische Eingangsportal der Kapelle mit einer schmiedeeiserner Tür führt noch heute in den als Sakristei dienenden Raum. Erst 1517 wurde die, unter Verwendung der noch erhaltenen romanischen Außenmauern neu aufgebaute Kirche wieder für Gottesdienste genutzt.
Die 1994 ausgeführten restauratorische Untersuchungen zur Klärung der Raumfassung (speziell der bereits 1929 freigelegten und restaurierten Teilabschnitte der Wandmalerei) zeigten, dass es sich bei der vermutlich originalen frescalen Wandmalerei, um ein qualitativ hochwertiges Raumprogramm (Bilderbibel) auf allen drei noch aus der Entstehungszeit der Kirche erhaltenen Wandoberflächen handelt. Diese Malerei wurde vermutlich nach der Teilzerstörung bzw. spätestens im Zuge der Reformation übertüncht.
Nach der Dachsanierung 1995–96 wurde in den Jahren 2011–12 auch die Fassade erneuert sowie das Mauerwerk trockengelegt. Die Innensanierung begann im Juli 2023 mit dem Austausch des Kirchenfußbodens, ohne das es dabei neue archäologische Erkenntnisse zur Geschichte des Bauwerkes gab.

## Ausstattung

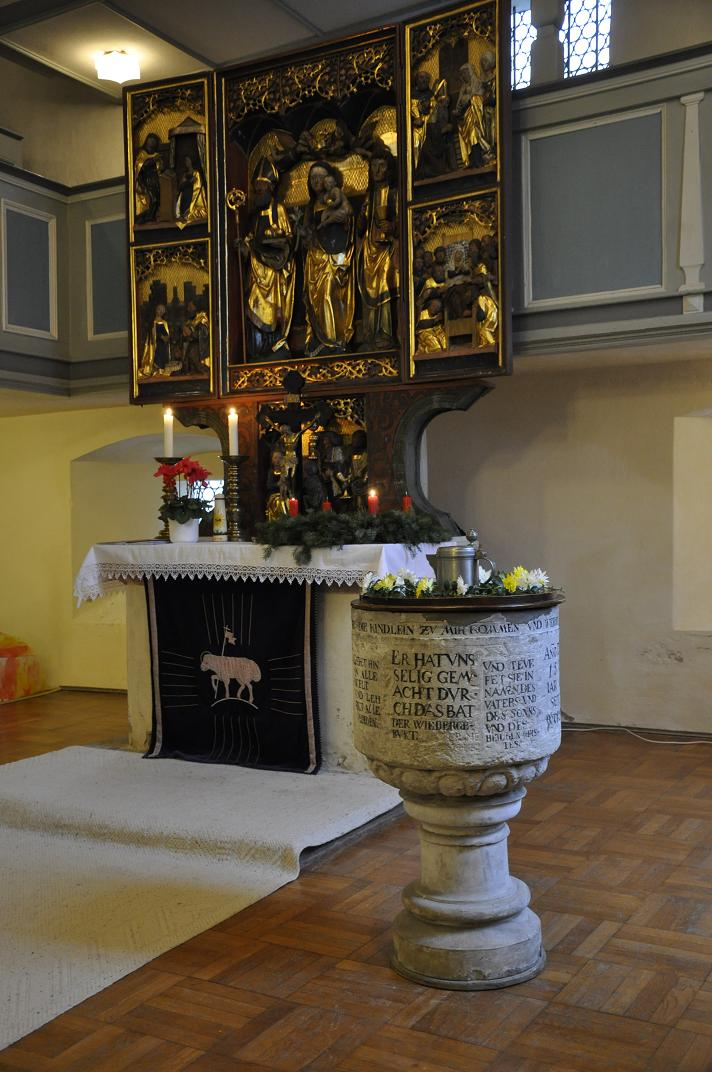
Taufstein und Altar aus dem 16. Jh.

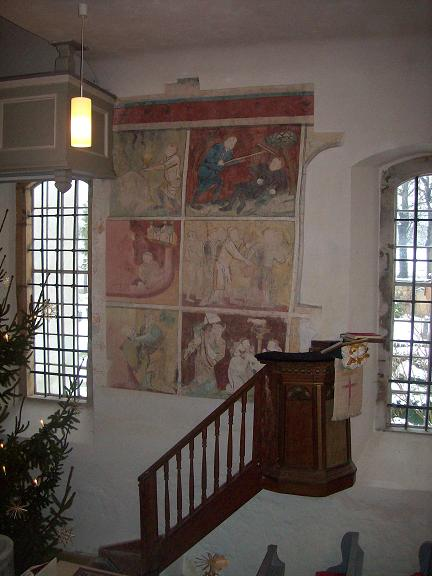
Mittelalterliche Wandbilder mit romanischem Fensterfragment über der Kanzel

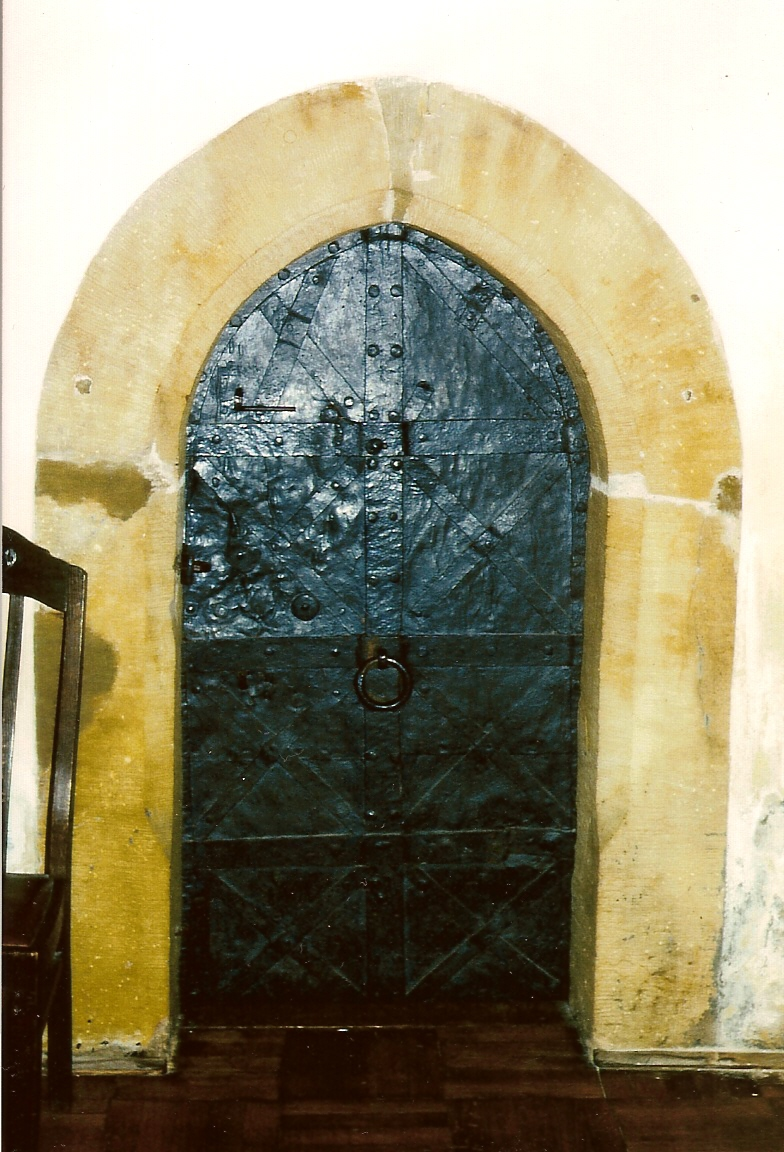
Spätgotisches Sakristeiportal aus romanischen Bauteilen

Der Schnitzaltar der Kirche entstand zwischen 1515 und 1520 in der „Freiberger Werkstatt des Apostelmeisters oder seiner Nachfolge“, wie auch die Altäre in Ruppendorf und Seifersdorf. Er zeigt in der Mitte Maria mit dem Kind, neben der einerseits St. Nikolaus und andererseits der Apostel Johannes stehen. Über ihnen schweben zwei Kinderengel, die eine Krone über Marias Haupt halten. In den Flügeln sind je zwei bemalte Reliefs zu sehen. Sie zeigen die Verkündigung, die Geburt Christi, eine Darstellung im Tempel und den Tod Marias. Auf den Rückseiten der Altarflügel befindet sich je ein Temperagemälde, einerseits mit einer Darstellung der heiligen Katharina und anderseits mit der heiligen Margaretha. In der Predella zeigt eine Schnitzerei die Anbetung der Könige.
Des Weiteren blieb noch der kelchförmige Taufstein aus Sandstein mit Inschriften aus dem Jahre 1583 erhalten.
Aus dem 17. Jh. blieben bis heute eine private Betstube (1670) der Besitzer des Hintergersdorfer Turmhofes an der Südwand der Kirche und die Friedhofsmauer von 1679 erhalten. Im Jahre 1678 wird auch vom ersten Orgeleinbau berichtet. Die schlichte Kanzel mit zwei geschnitzten Engelköpfen am Pult, deren Schallhaube 1856 entfernt wurde, datiert man auf die Zeit um 1700. Damals entstand auch das jetzige Pfarrhaus (Schlussstein von 1701) auf älteren Grundmauern (16. Jh.), dessen Nebengebäude nach einem Brand 1797 in der heutigen Form wieder aufgebaut wurden. Schon 1734 wurde eine neue Orgel aufgestellt und auch die Emporen dürften in dieser Zeit entstanden sein. Die ersten Nachweise über den Dachreiter-Kirchturm gibt es aus dem Jahre 1744. Er war bis 1834 mit Holzschindeln gedeckt und bekam seine heutige Gestalt 1851.
Die mit biblischen Szenen bemalte Kassettendecke verschwand 1814 und auch die Emporen erhielten damals einen einfarbigen Anstrich.
Eine technische Rarität ist die handgeschmiedete  und bis heute funktionstüchtige Turmuhr von Christlieb Funcke aus Hintergersdorf (heute Kurort Hartha) von 1783.
Der Schnitzaltar musste in der Zeit von 1821 bis 1929 ein Schattendasein in einer Nische an der Südwand führen und wurde durch ein Altarbild Christus in Gethsemane des Bildhauers Herrmann (Enkel des Fördergersdorfer Pfarrers J. G. Herrmann, 1755–84) aus St. Petersburg ersetzt. Es befindet sich noch heute in der Kirche.
Im 19. Jahrhundert bestanden an der Südwand der Kirche zudem die logenartig, mit äußerem Zugang abgeteilten Betstuben der königlichen Forstmeister aus Spechtshausen sowie der Besitzer des Hintergersdorfer Erbgerichtshofes (nur Zugang über Ostgiebel erhalten) von Kurort Hartha und der jetzt als Lagerraum dienende östliche Treppenaufgang für die heute nicht mehr genutzte dritte Empore entstand. Die neogotische Totenhalle wurde 1854 über der Gruft der Forstmeisterfamilie Kreß errichtet und der Friedhof wurde 1863 nach Osten erweitert. Beim Kirchenumbau 1856 erhöhte man den Kirchenboden, flieste den Altarplatz und zog die heutige Rohrdecke ein.
Der größte bauliche Eingriff war die Erweiterung der Kirche um vier Meter nach Westen für den Einbau einer neuen Orgel 1897, wobei die Vorhalle der Kirche, der Backsteinwestgiebel (heute verputzt) und der inzwischen wieder entfernte westliche Treppenanbau anstelle der Forstmeisterloge entstanden. Die Emporen stattete man damals mit Säulen aus Gusseisen aus (heute mit Holz verkleidet).
Ein Ehrenmal an der Kirchennordwand ist den Opfern des Ersten Weltkriegs gewidmet. An die Gefallenen des Zweiten Weltkrieges erinnern die Tafeln in der Vorhalle und die Soldatengräber an der Friedhofsmauer zum Pfarrhof. Die 1868 wiederentdeckten und 1929 durch den Restaurator Max Helas zum Teil freigelegten und restaurierten Wandbilder mussten 1995/96 aufwendig gesichert und konserviert werden.

## Orgel

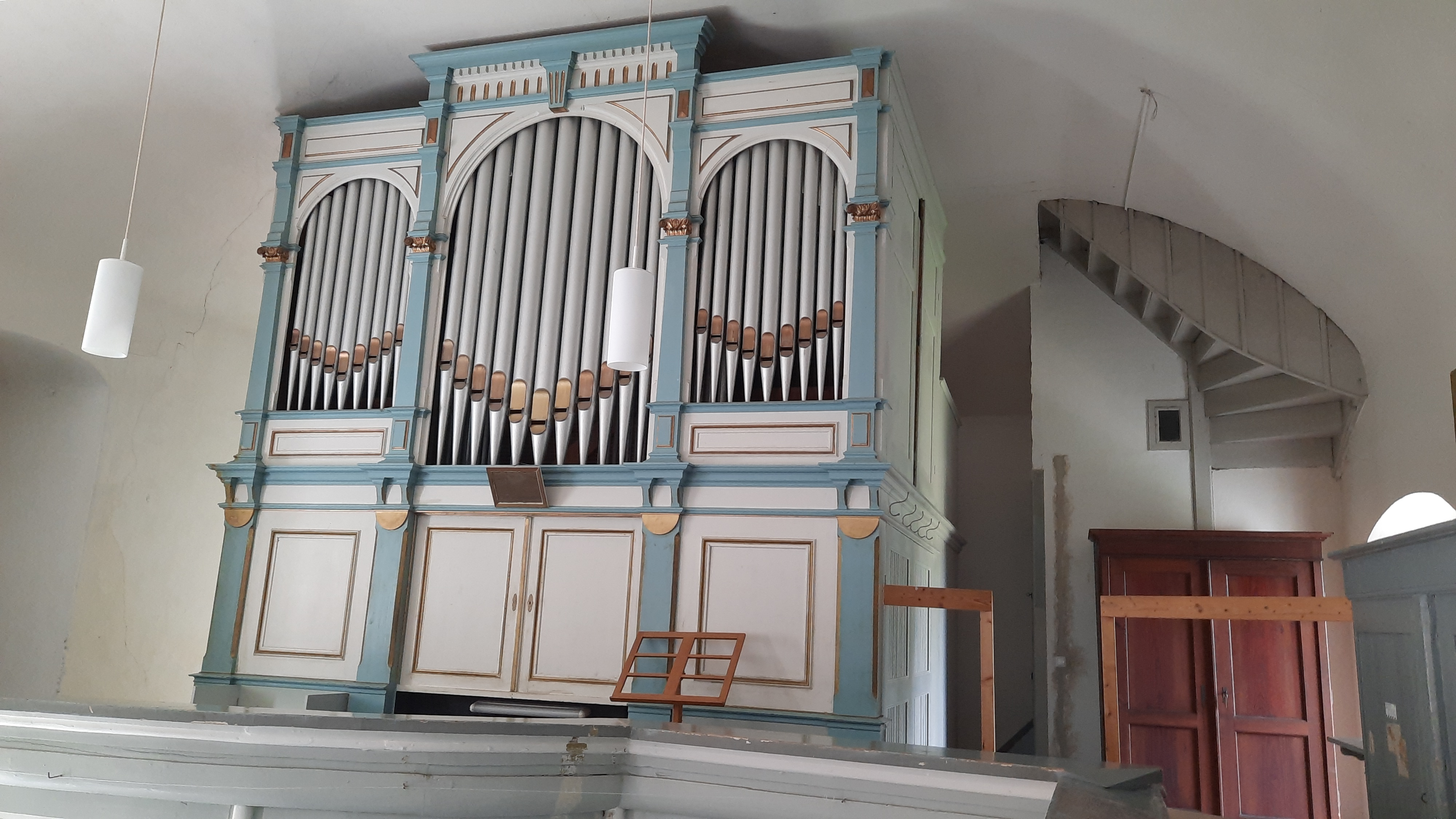
Eule-Orgel von 1897

Die neue Orgel wurde 1897 von Eule Orgelbau Bautzen gebaut. Bei der Orgel handelt es sich um eine Kegelladenorgel mit mechanischer Spiel- und Registertraktur. Die Disposition lautet wie folgt:
| I Manual C–f3 |    |
| Principal     | 8′ |
| Hohlflöte     | 8′ |
| Gambe         | 8′ |
| Salicional    | 8′ |
| Octave        | 4′ |
| Rohrflöte     | 4′ |
| Octave        | 2′ |
| Mixtur II     |    |

| II Manual C–f3   |    |
| Lieblich Gedeckt | 8′ |
| Geigen-Principal | 8′ |
| Aeoline          | 8′ |
| Gemshorn         | 4′ |

| Pedal C–d1     |     |
| Subbass        | 16′ |
| Principal-Bass | 8′  |

- Koppeln: II/I, I/P, II/P
- Spielhilfe: Tutti

## Glocken
Eine Glocke, die sogenannte alte Mittlere wurde auch aus dem romanischen Kirchenbau übernommen. Sie existierte bis 1851 und wird 1836 als unförmig und klobig, ohne jegliche Inschrift beschrieben. Mit ihr verband sich die Sage, dass sie von Wildschweinen im Tharandter Wald beim ehemaligen Ort Warnsdorf, unweit der Warnsdorfer Quelle, ausgegraben worden sein soll. Warnsdorf soll der Legende nach im Jahr 1007 wegen des gottlosen Lebens seiner Bewohner versunken. Archäologische Grabungen zeigten 1983, dass diese Siedlung nur vom 12. bis ins 14. Jh. kurze Zeit bestanden hat.
Von den zwei 1517 von Martin Hilliger neu gegossenen Glocken blieb nur die große Marien- oder Friedensglocke erhalten. Sie gehörte bis 1922 zum Geläut der Kirche und läutet seit 1933 im Glockenstuhl von Kurort Hartha am Waldpark auf dem Hartheberg.
Im Ersten Weltkrieg mussten die 1857 gegossenen Glocken abgegeben werden und wurden erst 1922 durch ein neues Geläut ersetzt. Dieses ging im Zweiten Weltkrieg verloren und wurde 1956 durch Klangstahlglocken ersetzt. Die jetzigen Glocken aus Bronze nach dem Originalgeläut von 1517 bis 1917 erklangen kurz vor Weihnachten 2008 das erste Mal. Die drei Stahlglocken wurden als Denkmale am Spritzenhaus Pohrsdorf, am Eingang zur Kirche und am Kirchgemeindehaus Kurort Hartha aufgestellt. 

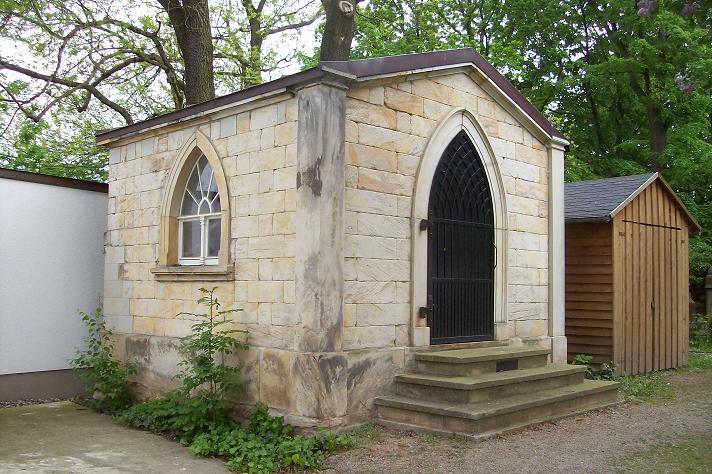
Ehemaliges Grufthaus als alte Toten- bzw. Aussegnungshalle
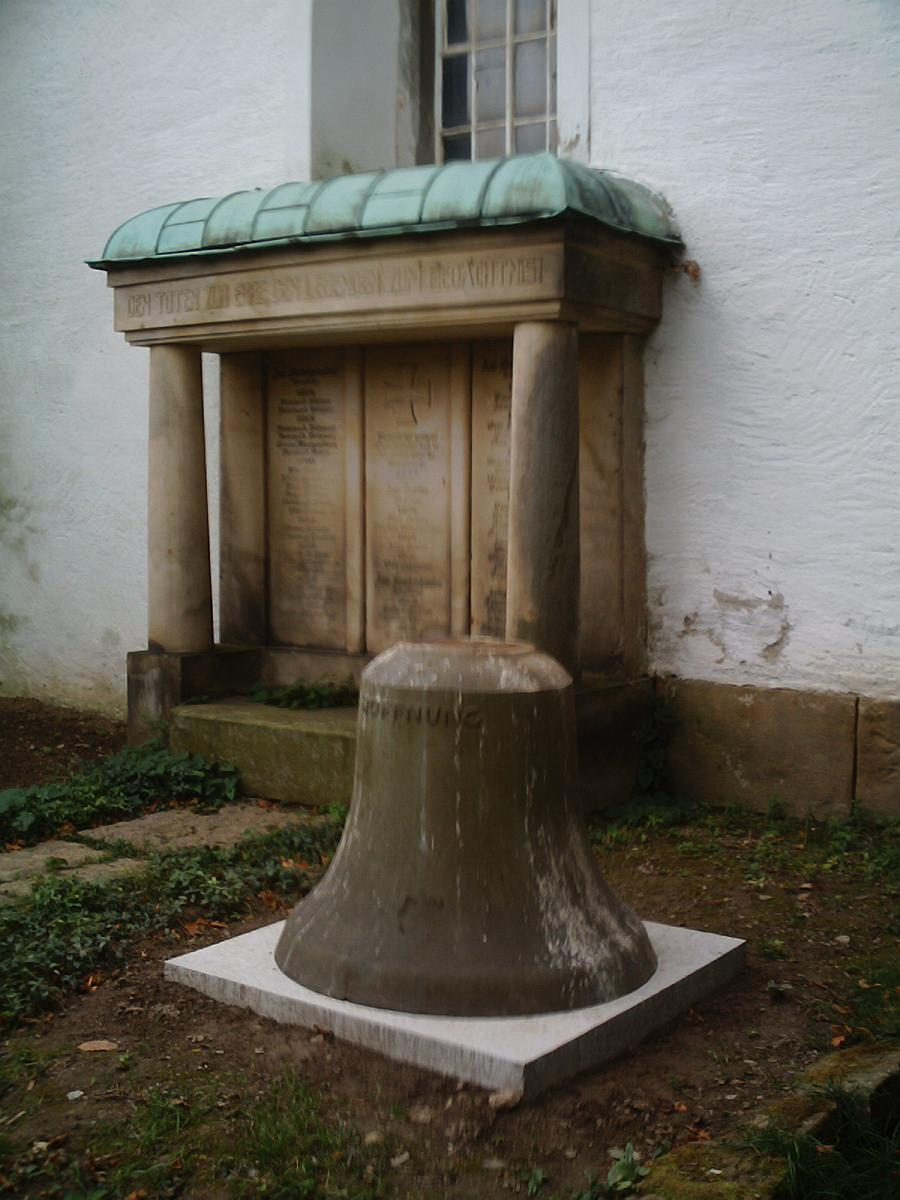
Denkmal Erster Weltkrieg und mittlere Glocke von 1956 am Eingang
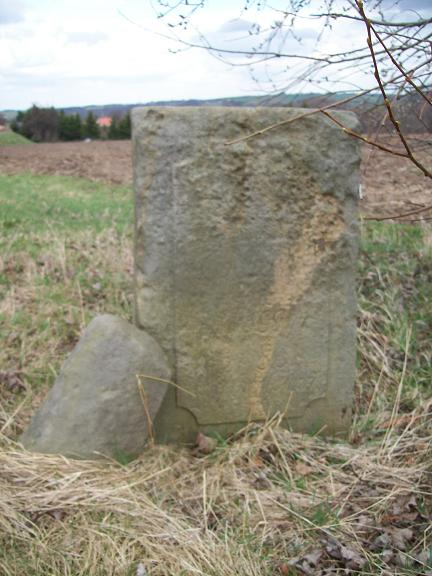
Stein der Ruhe am Kirchweg

## Heutige Nutzung
Seit dem 2. Januar 2021 gehören die Ortschaft Pohrsdorf und die Ortsteile Kurort Hartha (bis 1926/33 Hartha und Hintergersdorf), Spechtshausen und Fördergersdorf der Ortschaft Kurort Hartha, die Stadt Tharandt mit Großopitz und Grillenburg zur ev.-luth. Kirchgemeinde Tharandt-Fördergersdorf, welche im Ev.-Luth. Kirchgemeindebund Wilsdruff-Freital eingebunden ist. In der Kirche befindet sich eine Stempelstelle und in einem Seitengebäude des Fördergersdorfer Pfarrhauses eine Pilgerherberge am Sächsischen Jakobsweg. Ein Kirchgemeindehaus und ein Waldandachtsplatz der Kirchgemeinde befinden sich in Kurort Hartha, wo die Gottesdienste im Wechsel bzw. je nach Witterung auch stattfinden. Unweit der Kirche Fördergersdorf trifft man noch auf drei weitere Zeitzeugen, den Stein der Ruhe von 1780 (ehemaliger Trägerwechselstein für die Sargträger am Kirchweg nach Kurort Hartha), die 1737 errichtete Jagdsäule vom Fürstenweg am Dorfplatz und den Reformations- und Wettingedenkstein von 1817/89 am Aufgang zum Pfarrhof. Des Weiteren wurde auf dem Friedhofsgelände 1983 anlässlich des 500. Geburtstags Martin Luthers eine Lutherbuche gepflanzt und ein Gedenkstein gesetzt.